# Scytodes trifoliata
Scytodes trifoliata là một loài nhện trong họ Scytodidae.
Loài này thuộc chi Scytodes. Scytodes trifoliata được George Newbold Lawrence miêu tả năm 1938.